# Euglossa trinotata
Euglossa trinotata är en biart som beskrevs av Dressler 1982. Euglossa trinotata ingår i släktet Euglossa, tribus orkidébin, och familjen långtungebin. Inga underarter finns listade.